# Dawn Driven
Dawn Driven ist eine Schweizer Rockband aus Rorschach.

## Bandgeschichte
2010 schlossen sich die vier Musiker um Sänger Marco Bichsel zusammen. Über das Internet erreichte die Band erste Bekanntheit und war im Oktober Band des Monats des Internetmagazins Music Lounge. Anfang 2011 konnten sie mit ihrer ersten Single Last One erste lokale Erfolge feiern. Mit dem Label Muve Recordings und dem deutschen Produzenten André Horstmann stellten sie bis 2013 ihr Debütalbum fertig. Vorab erschien im Juli die Single 6 A.M. Das Album Didn’t Come Here to Lose erreichte im Oktober Platz 83 der Schweizer Hitparade.

## Diskografie
Alben
- Didn’t Come Here to Lose (2013)

Lieder
- Last One (2011)
- 6 A.M. (2013)